# Culjković
Culjković (cyr. Цуљковић) – wieś w Serbii, w okręgu maczwańskim, w mieście Šabac. W 2011 roku liczyła 595 mieszkańców.